# 特柳賴德恐怖影展
特柳賴德恐怖影展（英語：Telluride Horror Show）是一個在科羅拉多州山區度假小鎮特柳賴德舉行的影展。
每年十月中旬為期三天的週末，該影展會展出來自世界各地的恐怖、黑暗奇幻、科幻以及驚悚類型電影，並吸引來自美國各地的觀眾前來參加。

## 歷史
創立於2010年的特柳賴德恐怖影展，為科羅拉多州首個舉辦且歷時最久的類型影展。
影展活動可能會在多個地點進行，包括麋鹿旅館（英語：Elks Lodge）、棕櫚劇院（英語：Palm Theatre）、斑點劇院（英語："The Blob"）、納蓋劇院（英語：Nugget Theatre）、恐怖金庫（英語："Horror Vault"）以及歷史悠久的謝里登歌劇院（英語：Sheridan Opera House）等等。
除了入選影片放映外，特柳賴德影展還舉辦了恐怖營火故事會（英語：Creepy Campfire Tales）、恐怖小說作家簽書會、豬肉燒烤會（英語：Pig Roast）、尖叫冰淇淋交流會（英語：I Scream Social）、殺手卡拉OK派對（英語：Killer Karaoke Party）以及恐懼中心恐怖小知識競賽等活動。
自創立以來，特柳賴德影展的紙漿雜誌風格海報皆由插畫家馬克·辛加雷利（英語：Mark Zingarelli）創作。
2015年，電影導演亨利·塞利克在影展期間解答了長久以來的爭論，即他於1993年執導的《怪诞城之夜》屬於萬聖節電影，而非聖誕節電影。
2018年，特柳賴德影展開設了實體恐怖商品店——石像鬼禮品店（英語：Gargoyle's Gift Shop）。

## 特別來賓
2019
- 凱利·林克（英语：Kelly Link）——普立茲獎決賽入圍者和麥克阿瑟獎得主
- 喬·巴布·布里格斯（英语：Joe Bob Briggs）——美國影評人、演員
- 伊萊·克雷格（英语：Eli Craig）——《屠魔特攻二人組（英语：Tucker & Dale vs. Evil）》的導演
- 約書亞·霍芬（英語：Joshua Hoffine）——恐怖類型攝影師
- 梅雷迪思·博德斯（英語：Meredith Borders）——《瘋哥利牙（英语：Fangoria）》的總編輯
- 傑里米·羅伯特·約翰遜（英語：Jeremy Robert Johnson）——恐怖小說作家

2018
- 梅雷迪思·博德斯（英語：Meredith Borders）——《瘋哥利牙（英语：Fangoria）》的總編輯
- 史蒂芬·齊奧多——《外太空殺人小丑》的導演及編劇
- 傑里米·羅伯特·約翰遜（英語：Jeremy Robert Johnson）——恐怖小說作家
- 保羅·G·特蘭姆雷（英语：Paul G. Tremblay）——恐怖小說作家和編輯

2017
- 梅雷迪思·博德斯（英語：Meredith Borders）——《瘋哥利牙（英语：Fangoria）》的總編輯
- 強·戴維森（英语：Jon Davison (film producer)）——電影製片人
- 傑里米·羅伯特·約翰遜（英語：Jeremy Robert Johnson）——恐怖小說作家
- 泰勒·馬克林泰爾（英语：Tyler MacIntyre）——《姐姐妹妹殺起來（英语：Tragedy Girls）》的導演
- 葛格·麥克林——電影導演
- 派屈克·布萊斯（英语：Patrick Brice）——電影導演

2016
- 喬·R·蘭斯代爾（英语：Joe R. Lansdale）——恐怖類型作家
- 山姆·舒赫曼（英語：Sam Suchmann）和馬蒂·祖菲爾特（英語：Mattie Zufelt）——《殭屍大屠殺（英语：Spring Break Zombie Massacre）》的編劇及演員

2015
- 亨利·塞利克（英语：Henry Selick）——《怪诞城之夜》的導演
- 約翰·卡羅·林區——電影導演及演員
- 斯蒂芬·科格內蒂（英語：Stephen Cognetti）——《地獄屋》的導演及編劇

## 外部連結
- 官方网站